# Ukrainian Village
Ukrainian Village (en français : « village ukrainien ») est un quartier de la ville de Chicago situé dans le secteur de West Town, non loin du quartier de Wicker Park. Ses limites sont Division street au nord, Grand avenue au sud, Western avenue à l'ouest, Damen avenue à l'est. La zone située à l'est du village ukrainien s'étendant de Damen Avenue à Ashland Street, était à l'origine connue sous le nom de East Ukrainian Village.
Le quartier comprend également l'Ukrainian Institute of Modern Art (Institut ukrainien d'art moderne) et l'Ukrainian National Museum (Musée national ukrainien). Ce quartier est habité par une population originaire d'Europe de l'Est en particulier des ukrainiens, des russes, des biélorusses, des moldaves, des roumains et des bulgares dont la majorité sont chrétiens orthodoxes.

## Histoire

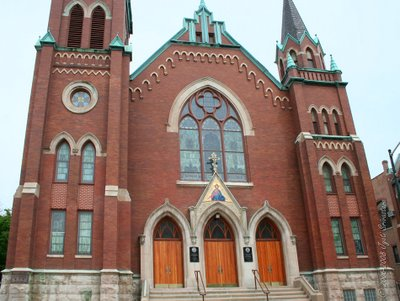
Édifice de briques de la cathédrale orthodoxe ukrainienne indépendante Saint-Vladimir (anciennement église catholique allemande), ne dépendant pas de l'Église orthodoxe ukrainienne.

Ces dernières décennies, Ukrainian Village était un quartier paisible habitée par la petite bourgeoisie, avec une population âgée originaire d'Europe orientale (de l'est de l'ancien empire austro-hongrois ou de l'ouest de l'ancien empire russe), et bordé en de nombreux endroits par des zones moins tranquilles. Il a été quelque peu isolé en raison de changements socio-économiques par de grandes zones industrielles à ses limites sud et ouest. Il a été longtemps marqué par l'influence persistante des Églises de rite grec-orthodoxe (russe, ukrainienne, biélorusse, roumaine, bulgare...) ou de rite orthodoxe rattaché à Rome (uniates). Toutefois, la « gentrification » de West Town est en train de changer rapidement la démographie.
On remarque surtout l'église moderne uniate ukrainienne Saint-Vladimir-et-Sainte-Olga, la cathédrale uniate ukrainienne Saint-Nicolas, la High School Roberto-Clemente, le St Mary's Hospital, et la cathédrale orthodoxe russe de la Sainte-Trinité, construite à l'initiative de saint Jean Kotchourov et conçue par le fameux architecte Louis Sullivan.
« East Village », la zone située à l'est d'Ukrainian Village et qui s'étend de Damen Avenue à Ashland Street, était à l'origine connu sous le nom d'« East Ukrainian Village ». « West Village ukrainien » et « Smith Park » sont les deux expressions utilisées pour parler de la petite partie du village ukrainien qui se trouve à l'ouest de la Western Avenue, entre la Grand Avenue et la Chicago Avenue.
Le 4 décembre 2002, le secteur appelé Ukrainian Village District, centré sur Haddon Avenue, Thomas Street et Cortez Street entre Damen Avenue et Leavitt Avenue, comprenant également des parties de Damen Avenue, Hoyne Avenue et Leavitt Avenue, a été désigné comme quartier historique de Chicago. Le 11 avril 2007, le quartier historique a été étendu.

## Illustrations

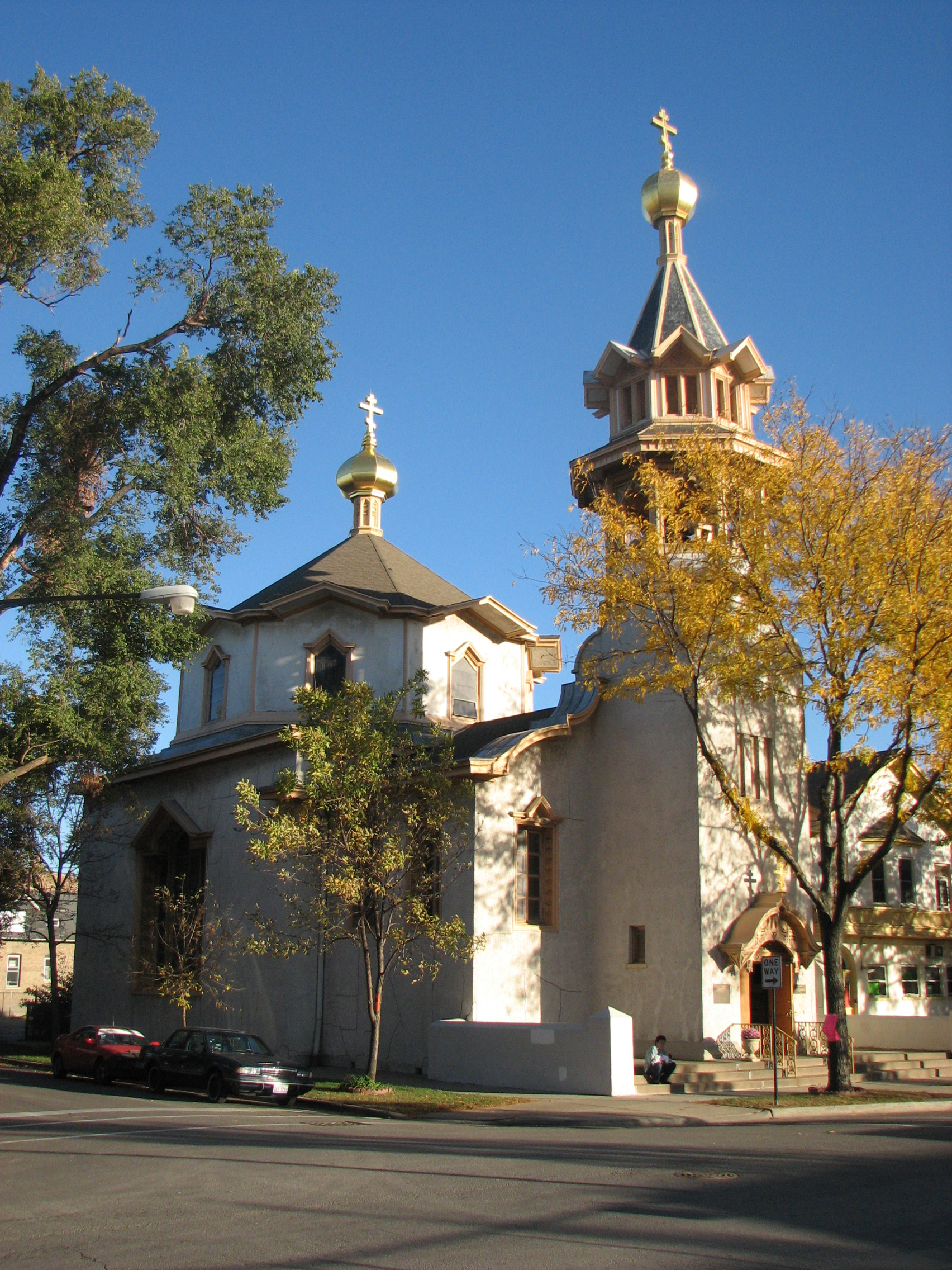
La petite cathédrale orthodoxe russe de la Sainte-Trinité.
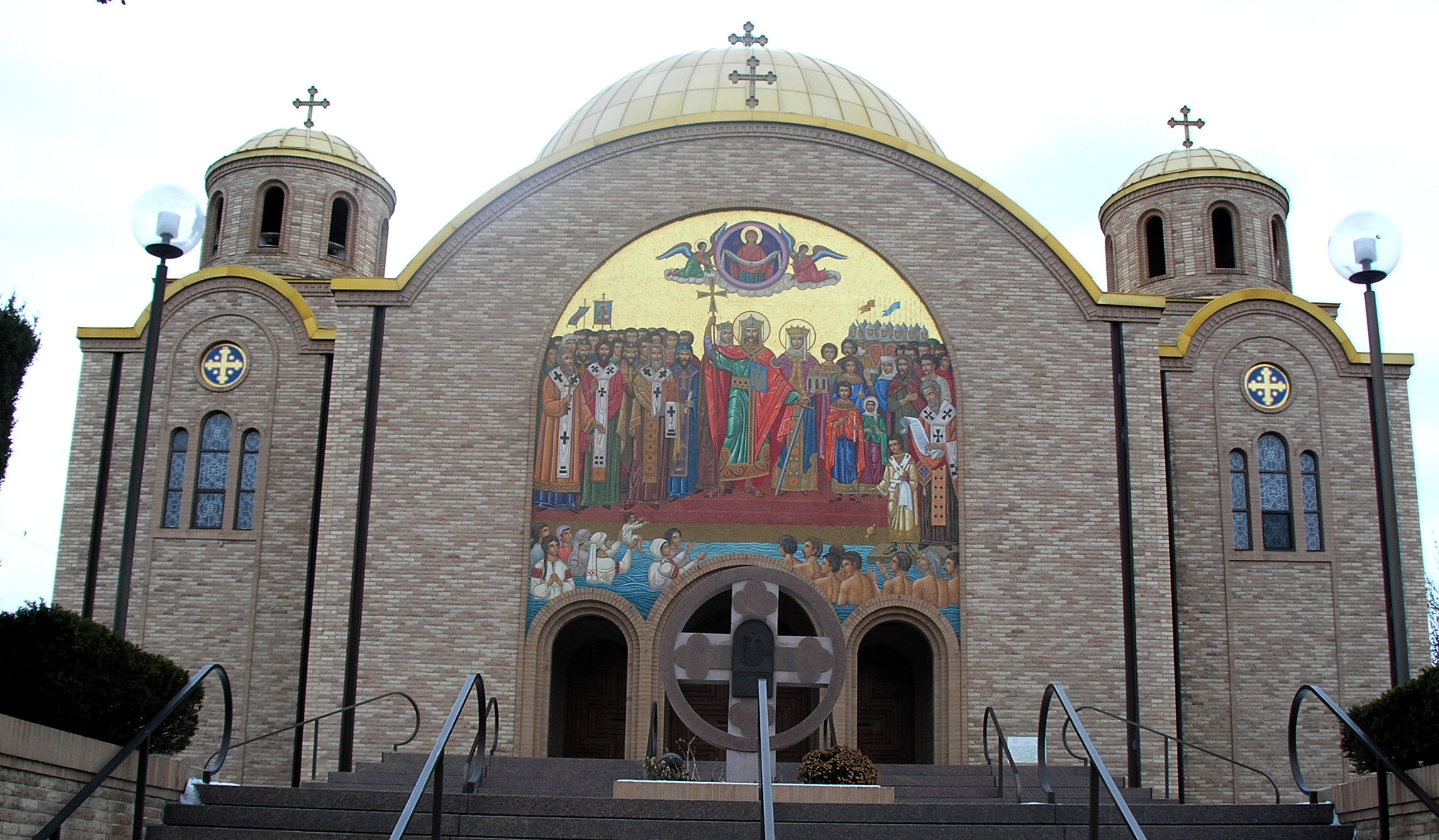
Église ukrainienne des Saints Volodymyr et Olha.
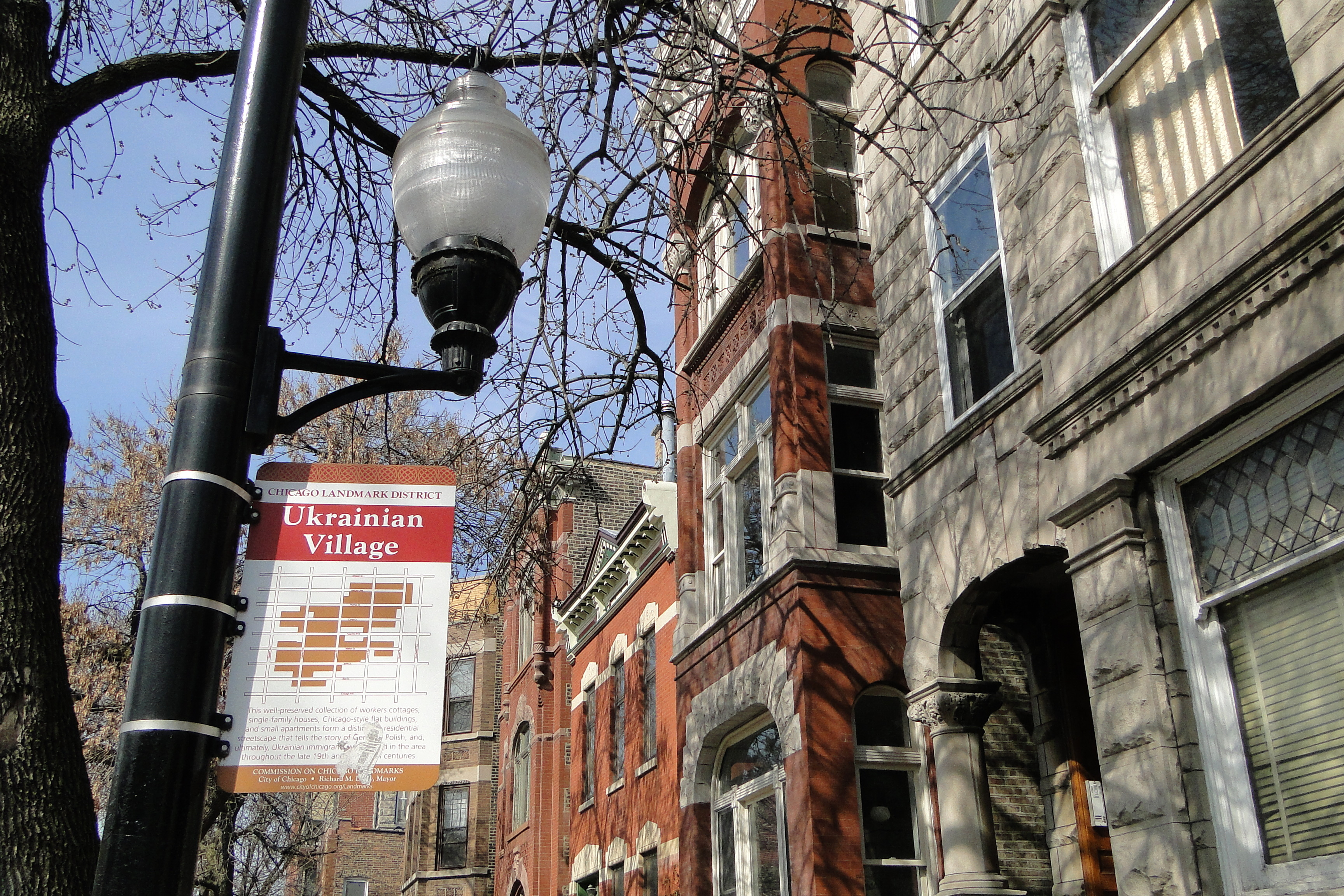
Rue de l'Ukrainian Village.

## Culture populaire
Ukrainian Village apparaît dans la version modélisée de la ville de Chicago dans le jeu vidéo Driver 2 et est notamment jouable en multijoueur dans le mode "flic et voleur".